# 市民参加型予算
市民参加型予算（しみんさんかがたよさん）とは、市民の意思を行政活動に直接的に反映させるため、行政の資源配分を決める重要な政策過程である予算編成に市民が直接関与する仕組みである。ブラジルのポルトアレグレ市で1989年に始まり、その後ブラジル各地のみならずウルグアイやアルゼンチンなどの南米諸国や、スペイン・フランス・ドイツなどヨーロッパ諸国、アメリカ合衆国、カナダ、韓国にも広がりを見せている。参加民主主義及び連帯経済の一形態とみなされている。日本では、東京都や三重県のほか、一部の市町村で導入されている。中央政府では、ポルトガルで導入されている。

## 内容
市民の予算編成への参加には多様な方法が考えられる。自治体の予算配分を自治体職員ではなく、その自治体に住む住民が直接的に決定する点に特徴がある。
例えば、自治体の予算の中から職員の給与や市所有の施設の管理費など、市政の運営上どうしても必要とされる義務経費を除いた残りの部分に関して、自治体ではなく市民集会により使い道を決めるというものがある。ポルトアレグレ市のように人口100万人を超す大都市では市全体の予算を各地区に割り振った上で、各地区内で住民集会によりその予算を上下水道・道路・学校などのプロジェクトのうちどれにいくら配分するかが決められる。こうして、住民の要望に沿ったインフラ整備が可能となる。また、事業のアイデアをインターネットなどで募集した上で、提案の中から実施する事業を住民による投票で決定する制度は、ポルトガル、パリ市のほか、東京都、三重県で導入されている。
市民参加型予算には、予算・事業の質の改善、予算編成過程の透明性の向上、住民の行政への参加意識を高めることなどの効果がある。

## 日本における実施自治体
- 東京都（都民による事業提案制度、大学研究者による事業提案制度）
- 東京都杉並区（2024年度モデル実施、2025年度本格導入予定）
- 三重県（みんなでつくろか　みえの予算（みんつく予算））
- 三重県名張市（ゆめづくり地域予算制度）
- 長野県（県民参加型予算（提案・選定型）、2024年度より試行）
- 茨城県阿見町（地域予算制度（町民参加型予算））

1%支援制度
- 千葉県市川市（市民が選ぶ市民活動団体支援制度（１％支援制度））（平成27年度まで）
- 千葉県八千代市（市民活動団体支援金交付制度（１％支援制度））
- 愛知県一宮市（市民が選ぶ市民活動支援制度（１％支援制度））（令和2年度まで）

## 海外における実施自治体
- ブラジル
  - ポルト・アレグレ
  - ベレン
- アルゼンチン
  - ブエノスアイレス
  - ロサリオ

- ウルグアイ
  - モンテビデオ

- スペイン
  - コルドバ
  - セビリア

- ドイツ
  - ケルン
  - ハンブルク
  - ボン
  - ライプツィヒ

- フランス
  - パリ
  - サンドニ

- アメリカ合衆国
  - ニューヨーク
  - ボストン　（Youth Lead the Change、若者向けの市民参加型予算制度）

- 韓国　全地方自治体（住民参与予算制度）